# F.I.R.
A F.I.R. (hagyományos kínai: 飛兒樂團; egyszerűsített kínai: 飞儿乐团; pinyin: Fēiér Yuètuán, magyaros átírásban: Fejer Jüetuan) egy tajvani popegyüttes. A csapat egyik oszlopos tagja Ian Chen egyben producer is és 2004-ben ő gyűjtötte maga köré a másik két tagot; így alakult meg az együttes. Az első igazi berobbanásuk a Lydia című dallal történt, mely annyira híres és közkedvelt lett Ázsia szerte, hogy a tajvani állami TV A kívülállók nevet viselő sorozat betétdalának választotta meg. A debütálást követően Tajvanon, Japánban és Kínában a vezetőpop együttesek közé sorolják őket.
A csapat neve a három tag nevének kezdőbetűjéből rakódik össze: Faye, Ian és Real. Fairyland in Reality néven is ismertté váltak, ez volt ugyanis debütáló albumuk címe.

## Tagok

### Ének: Faye (飛)
Név: Zhan Wen Tin (egyszerűsített kínai: 詹文停; pinyin: Zhān Wén Tíng)

Született: 1981. augusztus 27.

### Billentyűs/Producer: Ian (建)
Név: Chen Jian Nin (egyszerűsített kínai: 陳建寧; pinyin: Chén Jiàn Níng)

Született: 1971. október 28.

Zenei kíséret: Gitár, billentyű

### Gitár: Real (阿沁)
Név: Huan Han Qin (egyszerűsített kínai: 黃漢青; pinyin: Huáng Hàn Qīng)

Született: 1980. március 11.

Zenei kíséret: (elektromos) gitár, billentyű, zongora

## Albumok

### Nagylemezek
| Album # | Album cím                                             | Album információk |
| ------- | ----------------------------------------------------- | --- |
| 1.      | F.I.R.-Fairyland in Reality (F.I.R.飛兒樂團 同名專輯) | - Kiadás: 2004. április 23. - Nyelv: Kínai - Kiadó: Warner Music - Műfaj: Pop-rock, Baroque style rock, Rock ballad, Reggae, Ballad, Folk            |
| 2.      | Unlimited (無限)                                      | - Kiadás: 2005. április 8. - Nyelv: Kínai - Kiadó: Warner Music - Műfaj: Pop-rock, Electric rock, Rock ballad, Ballad, Jazz rock                     |
| 3.      | Flight Tribe (飛行部落)                               | - Kiadás: 2006. július 28. - Nyelv: Kínai - Kiadó: Warner Music - Műfaj: Inca style Rock, Street dance, Folk, Musical Ballad, Jazz rock, Rock ballad |
| 4.      | Love · Diva (愛‧歌姬)                                 | - Kiadás: 2007. szeptember 28. - Nyelv: Kínai, angol - Kiadó: Warner Music - Műfaj: Ballad, Punk, Rock, Jazz                                         |
| 5.      | Let's Smile                                           | - Kiadás: 2009. szeptember-október - Nyelv: Kínai, angol - Kiadó: Warner Music - Műfaj: Ballad, Punk, Rock, Jazz                                     |

### Kislemezek
- I Wanna Fly - Path to Dream All Record CD + 2 VCD

(我要飛 - 尋夢之途全紀錄) (2004. szeptember 17.)
1. I Wanna Fly 我要飛
2. Demo: Lydia
3. Demo: Our Love 我們的愛
4. Demo: Your Smile 你的微笑
5. Demo: Tarot Cards 塔羅牌
- Glory Days- Anniversary CD + DVD

(光榮之役-出道週年影音全集) (2005. június 30.)
1. Fly Away (unplug version)
2. Thousand Years of Love 千年之戀(unplug version)
3. LOVE*3 (unplug version)
4. The Reason of Giving Up 死心的理由 (string version)

## Díjak

### 2004
| Hónao      | Díj |
| ---------- | --- |
| Szeptember | - Legjobb új előadó: TVB8 Hongkong. - Legjobb új előadó: 933 Golden Melody Award Singapore. - Legjobb együttes, Legjobb új előadó, Legszebb arany hang: Global Mandarin Single Charts. |
| December   | - Legjobb új előadó, Legjobb kínai együttes: Metro Broadcast Hongkong. - Legjobb új előadó: Hongkong Radio. - Legjobb dal "Our Love (我們的愛)": The 11th Chinese Top 20, Channel V Ázsia. - Hongkong és Taiwan legjobb együttese, Hongkong és Taiwan legjobb dala "Our Love (我們的愛)": The 12th Chinese Single Chart, Beijing Music Station China. - A legjobb új példakép: Minsheng Daily, Taiwan. - 2004 legjobb előadója: China Times Weekly, Taiwan - A legjobb előadó, a legjobb dal: Chinese Top 20- Channel V Ázsia. |

### 2005
| Hónap   | Díj |
| ------- | --- |
| Március | - Legjobb együttes: East Radio Music Charts, Shanghai Kína. - Legjobb együttes, Legjobb kompozíció, Legjobb dalszöveg, Legjobb dal, Hongkong és Taiwan TOP 10-es előadója: Pepsi Music Awards |
| Május   | - Legjobb új előadó: The 16th Annual Golden Melody Awards, Taiwan. |

### 2006
| Hónap   | Díj                                                                                      |
| ------- | ---------------------------------------------------------------------------------------- |
| Február | - Legjobb dal, Legjobb együttes: Annual Mandarin Single, KK Box                          |
| Március | - Legkedveltebb együttes, Legjobb album, Legjobb kompozíció: Mandarin Golden Melody TVBS |

## Külső hivatkozások
- F.I.R. hivatalos weboldal, F.I.R.國際官方網站
- F.I.R albumok hivatalos weboldala, F.I.R同名專輯官方網
- F.I.R. Fan Website, F.I.R.飞儿乐团歌迷网〖飞儿乐团全球歌迷网〗
- F.I.R. International 国际飞儿
- Warner Music Taiwan
- Karazen: F.I.R. Album infók & kínai dalszövegek
- AMW168: F.I.R. dalszövegek, videók, csengőhangok